# Château de Montdardier
Le château de Montdardier est situé sur la commune de Montdardier, dans le Gard, à 9 km du Vigan. La forteresse édifiée au XIIe siècle a été plusieurs fois démolie puis restaurée en 1860 par Viollet-le-Duc.
Le château de Montdardier fait l’objet d’une inscription au titre des monuments historiques depuis le 20 février 1989.

## Situation
Localisé sur une colline dominant la vallée de la Glèpe et l'extrémité sud est du Causse de Blandas, le château de Montdardier commande dès l'époque médiévale l'antique voie qui reliait le Vigan à Lodève. Le Château est situé à la limite des Cévennes et du Causse de Blandas. Sa localisation offre une vue imprenable sur toute la vallée de la Glèpe jusqu'au Vigan et à l'est jusqu'à Saint-Hippolyte-du-Fort et même par beau temps jusqu'au Mont Ventoux. Ce panorama résume à lui seul l'importance stratégique de l'édifice.
Le château de Montdardier s'est ainsi trouvé à plusieurs reprises dans une zone de frontière: entre Causse et Cévennes, entre terres anglaises et terres françaises lors de la guerre de Cent Ans, entre protestantisme et catholicisme lors des guerres de religion, entre zone républicaine et zone royaliste au XIXe siècle ou encore entre ensembles industriels et milieu agricole au XXe siècle.

## Histoire
Le terroir de Montdardier est mentionné dès 1099 dans le cartulaire de l'abbaye de Saint-Guilhem-le-Désert. Il semblerait que le château ou le poste de garde primitif ne se situait pas à l'emplacement du château actuel mais entre le village, le hameau de la Sanguinède et la mas de la Gardie, le lieu a d'ailleurs gardé le nom de "castel viel".
La construction du château s'inscrit dans le mouvement d'édification des châteaux médiévaux. Dans ce type d'organisation, caractéristique du XIIe siècle, le château occupe le sommet d'une montagne ou d'une colline et le village s'installe à proximité afin de bénéficier de sa protection.
|  | Le blason des Ginestous de Montdardier est gravé au-dessus du portail du château Ecartelé au 1er et 4e d’or au lion rampant de gueules, armé et lampassé de sable (qui est de Ginestous) ; au 2e et 3e d’argent à trois fasces crénelées de trois pièces de gueules (qui est de Montdardier). |